# ウェルフォード・ロード・スタジアム
ウェルフォード・ロード・スタジアム（Welford Road Stadium）は、イングランドのレスターにあるラグビーユニオンのスタジアムで、レスター・タイガースのホームグラウンドである。資産管理会社Mattioli Woodsによる命名権で「Mattioli Woods Welford Road（マティオリ・ウッズ・ウェルフォード・ロード）」ともいう。

## 施設概要
収容人数は25,849人。イングランドのラグビーユニオンにおいて、クラブ単体で所有するスタジアムのうち、最大収容力を持つスタジアムである。
ブリストル・ベアーズがホームスタジアムとしているアシュトン・ゲート・スタジアム（収容人数27,000）は、サッカーチームのブリストル・シティFC所有。トゥイッケナム・スタジアム（収容人数82,000）はイングランドラグビー協会所有。
1902年から1923年まで、ラグビーイングランド代表のテストマッチが5回開催され、 1991年と1999年のラグビーワールドカップではそれぞれ1試合開催された。
東西にゴールを持つスタジアムで、各スタンド（観客席）は、命名権により以下のような名称がある。詳細は後述「スタンド」を参照。
- 南側スタンド：ブリードン・スタンド（The Breedon Stand）- 1920年完成。
- 北側スタンド：トレードビュー・マーケット・スタンド（Tradeview Markets Stand）- 2009年改築。
- 東ゴール側スタンド：マティオリ・ウッズ・スタンド（The Mattioli Woods Stand）- 1995年完成。
- 西ゴール側スタンド：ヨーロッパカー・スタンド（The Europcar Stand）- 2016年完成。

## 歴史
1892年9月10日に開設し、レスターとレスターシャー（Leicestershire）XVが対戦した。最初の観戦スタンドは3,000人収容だった。
第一次世界大戦（1914年-1918年）の前後に、南北のスタンドが建設された。
1995年から2016年までに、東西ゴール側にスタンド増設と、北側スタンド改築がなされた。

## スタンド

### 北スタンド
1892年、ベルグレイブ・ロードサイクル・アンド・クリケットグラウンド（Belgrave Road Cycle and Cricket Ground）から、観客席3,000人分が移設された。翌年には500席拡張された。その観客席（「オールド・メンバーズ・スタンド（Old Members' Stand）」と呼ばれた）は、1899年に南側へ移設され、2,020席の新しいスタンドに置き換えられた。

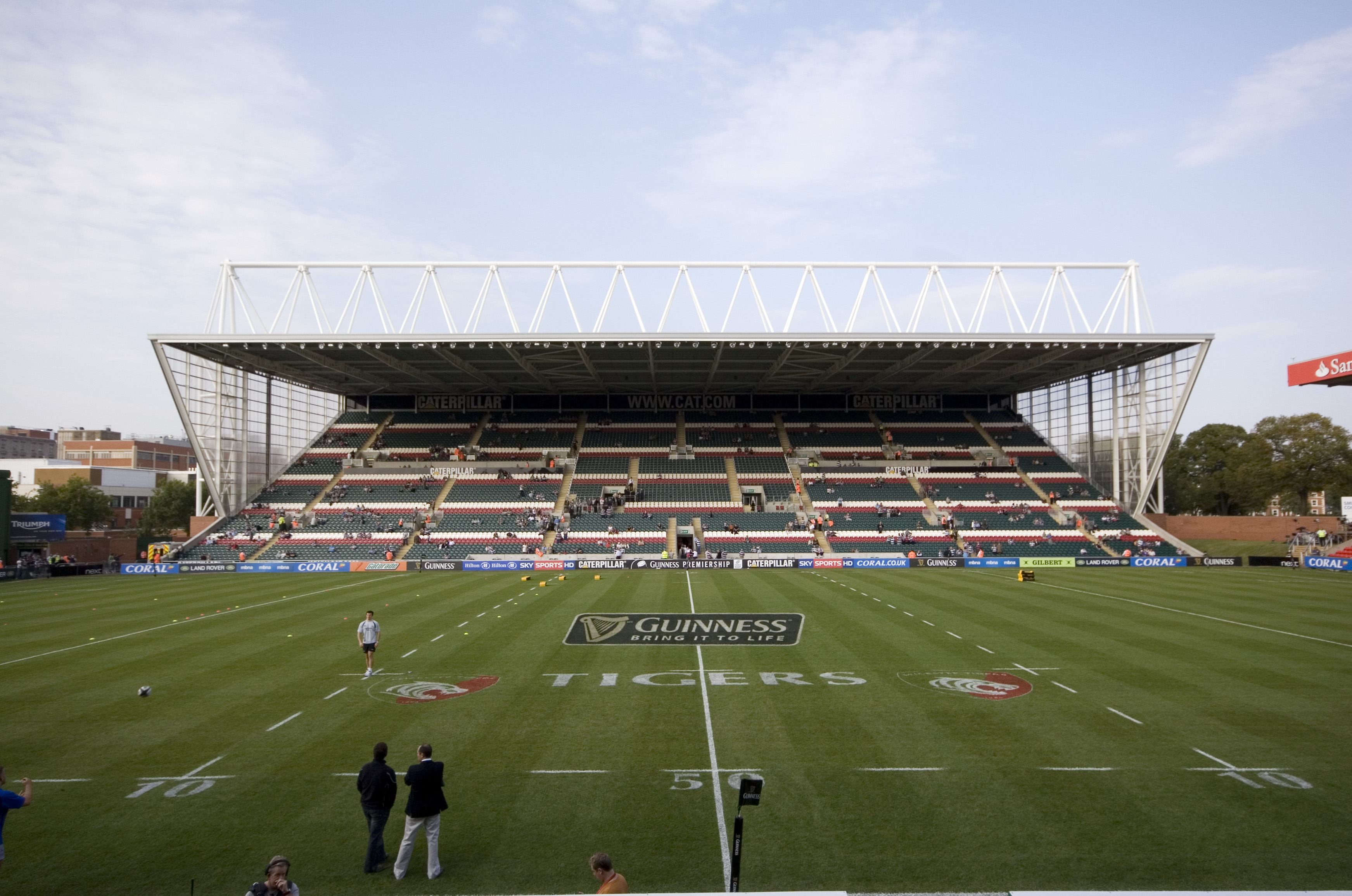
北スタンド（2009年）

1913年、4,000席のスタンドへの改築工事が始まった。第一次世界大戦（1914年-1918年）の影響で、完成は1918年となり、「メンバーズ・スタンド（The Members' Stand）」と呼ばれる。
1999年にアパレル・日用品販売会社のNext plcが命名権を持ち、「ネクスト・スタンド（The Next Stand）」と呼ばれる。2008年、新築工事のため取り壊された。
2009年9月19日、総収容人数10,000人の新スタンドが完成し、ニューカッスル・ファルコンズ戦でこけら落とし。当初は重機メーカーによる命名権で「キャタピラー・スタンド（Caterpillar Stand）」と名付けられていたが、2014年からサプリメントメーカーにより「MET-Rxスタンド（MET-Rx Stand）」に改名された。2016-17シーズンから3シーズンは健康食品小売業Holland and Barrettが命名権を持ち、「Holland and Barrett Stand」となる。
2023-24シーズンから、証券会社のTradeview Marketsが命名権を持ち、「トレードビュー・マーケット・スタンド（Tradeview Markets Stand）」となる。

### 南スタンド

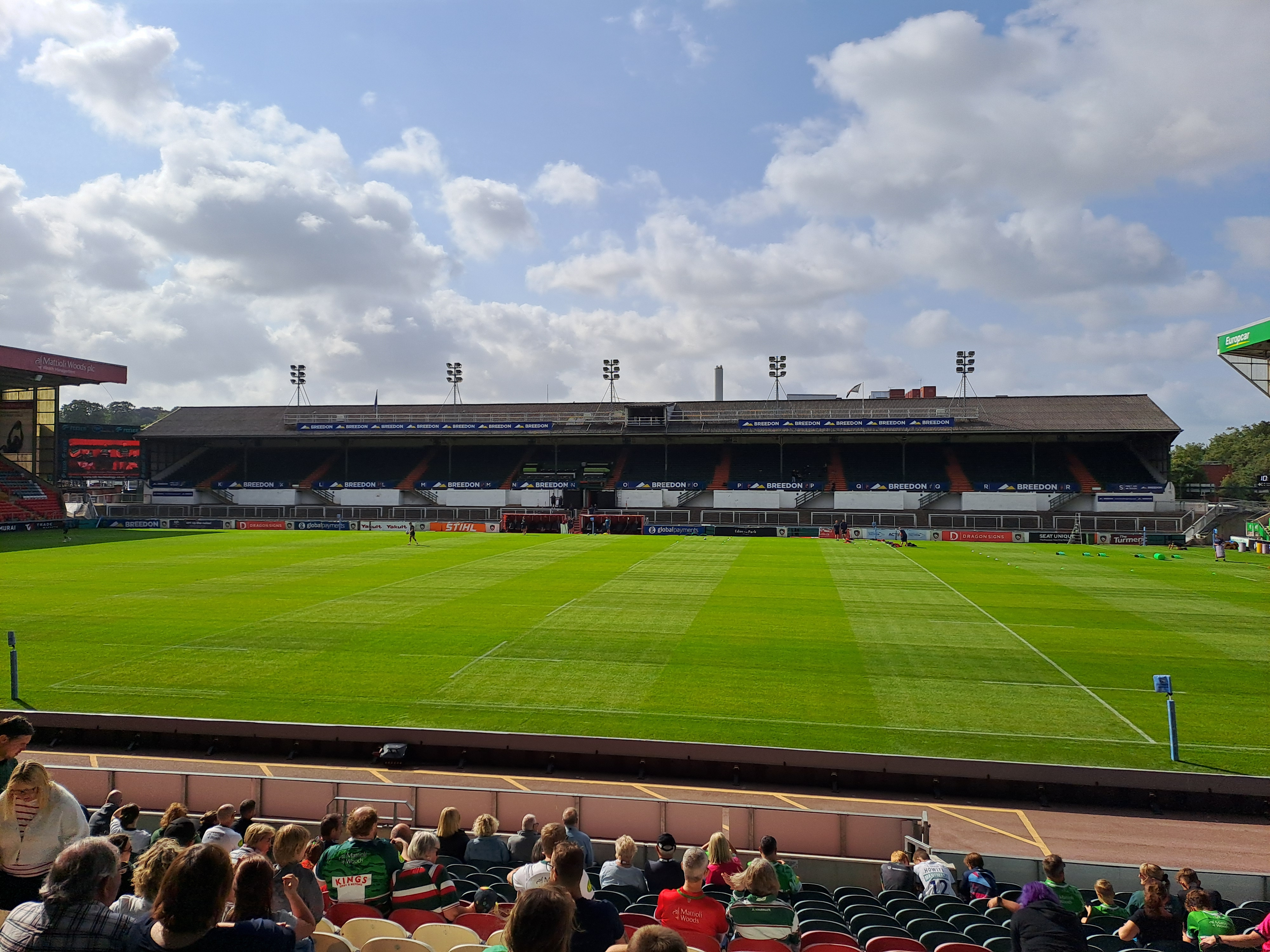
南スタンド（2024年8月）

1893年、600席収容のスタンドが建てられた。1895年には記者席が追加された。1899年、北スタンドから「オールド・メンバーズ・スタンド」が移設され、3,120席に拡張された。
第一次世界大戦（1914年-1918年）の前後に、南北スタンドが改修され、1920年10月2日、新スタンドが完成。レスター・タイガースで活躍し、同チームの責任者にもなったトム・クランビー（Tom Crumbie、1928年没）に敬意を表して、後に「クランビー・スタンド」と呼ばれるようになった。

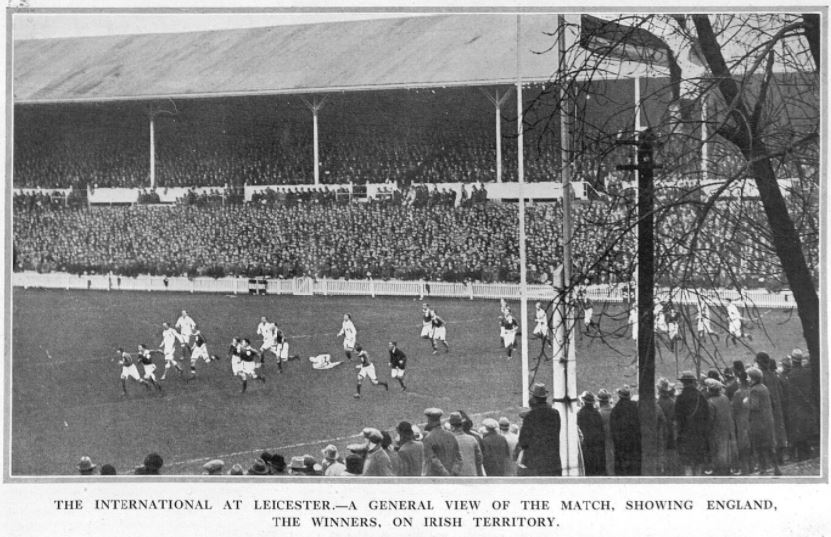
1923年の南スタンド（ファイブ・ネイションズでのイングランド対アイルランド）

1921年、スタンドの前にテラスが追加され、スタンドの収容人数が約10,000人になった。その後、安全性や放送設備スペースの確保のために、現在の座席数は4,269に減少した。立見席を含めると8,500人収容できる。
2010年、健康食品小売業Holland and Barrettが命名権を持ち、「ホランド・アンド・バレット・スタンド（Holland and Barrett Stand）」と呼ばれる。2016年7月、北スタンドが「ホランド・アンド・バレット・スタンド（Holland and Barrett Stand）」となったことに伴い、名称は「サウス・スタンド」に戻った。
2018年からは、建設資材会社Breedonによる命名権により「ブリードン・スタンド（The Breedon Stand）」と呼ばれる。

### 東スタンド

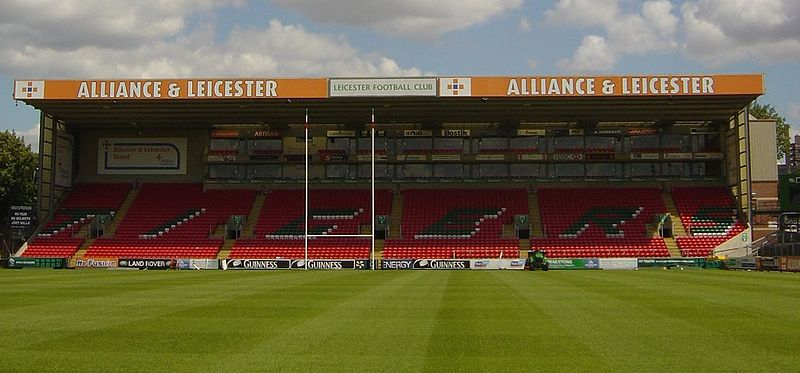
東スタンド（2009年）

1995年、230万ポンド（当時のレートで3億4000万円）をかけて建設され、26の個室を備えた2,650席収容の全席着席スタンドとなった。これにより、スタジアム全体の収容人数は16,815人に増加した。Alliance & Leicester銀行による命名権で「アライアンス・アンド・レスター・スタンド（the Alliance and Leicester Stand）」と呼ばれた。
2010年、貴金属メーカーGoldsmithsによる命名権で「ゴールドスミス・スタンド（the Goldsmiths Stand）」に改名された。
2016年、資産管理会社Mattioli Woodsによる命名権で「マティオリ・ウッズ・スタンド（the Mattioli Woods Stand）」に変更された。

### 西スタンド

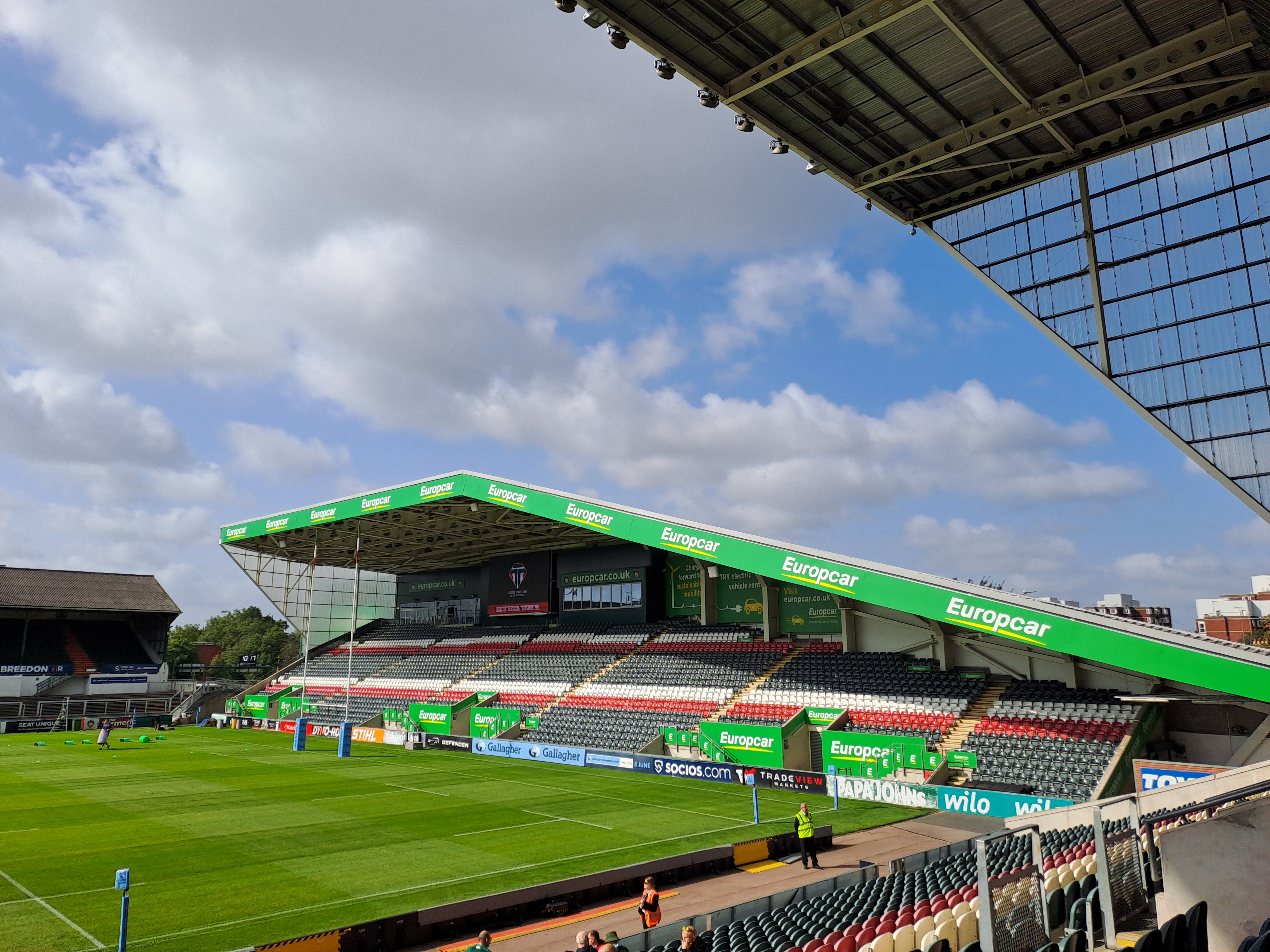
西スタンド（2024年8月）

ラグビーワールドカップ2015の際に、このスタジアムでの使用が見送られたことを機に、100年前に建てられたクラブハウスと仮設スタンドを取り壊し、新しいスタンドを建設。2016年に完成した。3,100人収容で、スタジアム全体の収容人数は25,849人に増加した。
2016年7月、住宅金融組合Nottingham Building Societyが命名権を持ち、「ロビン・フッド・スタンド（the Robin Hood Stand）」となる。2021-22シーズンから、住宅金融組合のブランド名変更により、「ビハイブ・マネー・スタンド（the Behive Money Stand）」となった。
2023-24シーズンから、レンタカー会社ヨーロッパカーのイギリス法人Europcar Mobility Group UKが命名権を持ち、「ヨーロッパカー・スタンド（The Europcar Stand）」となる。